# Hyaleucerea chapmani
Hyaleucerea chapmani là một loài bướm đêm thuộc phân họ Arctiinae, họ Erebidae.